# Marko Yli-Hannuksela
Marko Yli-Hannuksela, né le 21 décembre 1973 à Ilmajoki en Ostrobotnie du Sud en Finlande, est un lutteur finlandais.

## Palmarès

### Lutte aux Jeux olympiques
- 1996, à Atlanta,  États-Unis
  - 15e en lutte gréco-romaine moins de 68 kg.

- 2000, à Sydney,  Australie
  -  Médaille de bronze en lutte gréco-romaine moins de 76 kg.

- 2004, à Athènes,  Grèce
  -  Médaille d'argent en lutte gréco-romaine moins de 76 kg.